# Circuito Internacional de Chengdu
O Circuito Internacional de Chengdu foi um autódromo em Chengdu, na província de Sichuan, na China. Inaugurado em 2007 e fechado em 2019, possuía 3.367 km de extensão e 13 curvas.

## História
Aberto em 2007, na maior parte de sua história, o circuito sempre sediou eventos de nível nacional ou continental. Seu maior evento foi o Grande Prêmio da China da A1 Grand Prix de 2008, além de já ter sediado a ATCS, a F4 Chinesa, entre outras competições.
Em agosto de 2019, a gestão da pista anunciou que o circuito seria demolido devido a alterações no zoneamento municipal. Hoje em dia, o local tornou-se uma zona comercial.

## Traçado
O circuito possuiu apenas uma combinação, contendo 3.3 km de extensão e 13 curvas, começando com um trecho mais rápido e terminando com uma parte mais sinuosa, além de ter uma grande reta de largada e chegada.

## Vencedores

### A1 Grand Prix
| Ano  | Corrida   | Vencedor           | Equipe           | Resumo   | Fonte |
| ---- | --------- | ------------------ | ---------------- | -------- | ----- |
| 2008 | Principal | Adam Carroll       | A1 Team Irlanda  | Detalhes | [ 4 ] |
| 2008 | Sprint    | Filipe Albuquerque | A1 Team Portugal | Detalhes | [ 5 ] |